# EHC Wetzikon
Der EHC Wetzikon ist ein Schweizer Eishockeyklub aus Wetzikon im Kanton Zürich, der seit der Saison 2024/25 am Spielbetrieb der MyHockey League, der dritthöchsten Ligastufe der Schweiz, teilnimmt.

## Geschichte
Der EHC Wetzikon wurde 1949 gegründet. In der Saison 1964/65 wurde der Aufstieg in die 1. Liga realisiert. 1979/80 gelang der Aufstieg in die Nationalliga B. Gegen Gegner wie den Zürcher SC, dem HC Ambrì-Piotta und HC Lugano wurde zunächst der Ligaerhalt errungen. Nach fünf Saisons in der zweithöchsten Liga stieg der EHC Wetzikon schliesslich 1985 wieder in die 1. Liga ab. Aufgrund finanzieller Schwierigkeiten entschied sich der Verein für einen Neuanfang in der 3. Liga. Nachdem der sofortige Wiederaufstieg in die 2. Liga gelungen war, nahm der Klub drei Jahre später wieder am Spielbetrieb der 1. Liga teil. In dieser war er seit 1989 beinahe durchgehend vertreten, ehe 2012 der erneute Fall in die 2. Liga erfolgte. Seit 2014 spielt der EHC Wetzikon wieder in der 1. Liga. 2018, wie auch 2024 wurden die Zürcher Oberländer Meister in der 1. Liga. Mit dem letzteren Meistertitel folgte auch zugleich der Aufstieg in die My Hockey League auf die Saison 2024/25.

## Fans
Der EHCW-Fanclub wurde bereits 1983 gegründet. Sein Mitgliederbestand beträgt konstant etwa 200 aktive Fans, die auch an Auswärtsspielen zahlreich vertreten sind. Sie unterstützen den EHC Wetzikon tatkräftig, teils auch finanziell, mit verschiedenen Aktivitäten. Im Amateurbereich des Schweizer Hockeys gehört er zudem zu den grössten Fangruppierungen der Schweiz.
Der Club kommt relativ konstant auf ein Zuschaueraufkommen von etwa 800 Zuschauern pro Spiel.

## Eishalle Wetzikon

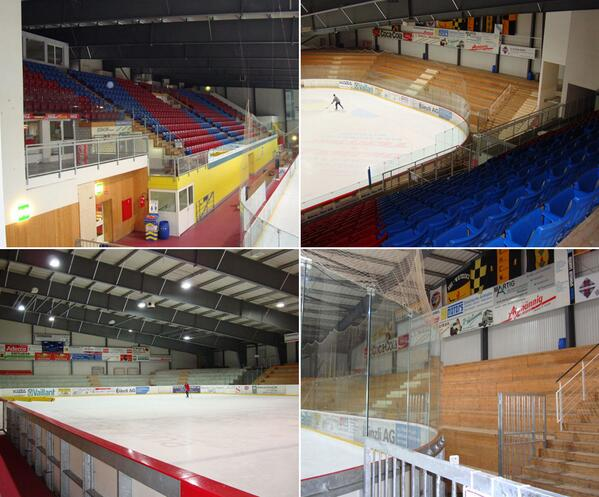
Kunsteisbahn Wetzikon

Die Kunsteisbahn Wetzikon besteht aus zwei Hallen. Die 1. Mannschaft trägt die Meisterschaftsspiele in der grösseren Halle aus die ein Fassungsvermögen von ca. 4000 Zuschauern (davon 1500 Sitzplätze) hat, während der Trainingsbetrieb oft in der kleineren Halle, die gleich nebenan liegt, stattfindet. Die kleine Halle hat das ganze Jahr durch Eis, während die grosse Halle in den Sommermonaten für Messeveranstaltungen, Konzerte, Festivals, Partys, Generalversammlungen etc. zur Verfügung steht. Die Kunsteisbahn Wetzikon liegt nur wenige Gehminuten vom Bahnhof Wetzikon entfernt. Es stehen Parkplätze bei der Halle zur Verfügung.

## Bekannte Spieler
- Sven Berger
- Noël Brunner
- Alain Butty
- André Mürner
- Kurt Bachmann
- Markus Bachmann
- Gérald Leroux
- Gerry Murphy
- Claude Larose
- Mike (Michael) Heidt
- Robin Bartel
- Ivan Bencic
- Dave Debol
- /  Bruno Rogger
- /  Tanner Richard
- André Mürner
- Mathias Seger
- Timon Vesely
- Thomas Büsser
- Nils Berger

## Bekannte Trainer
- Bengt Ericsson
- Juri Woschakow
- Andreas Ritsch
- Mike Richard
- Ron Kennedy
- Roger Keller
- Cédric Hüsler